# Еолові відклади

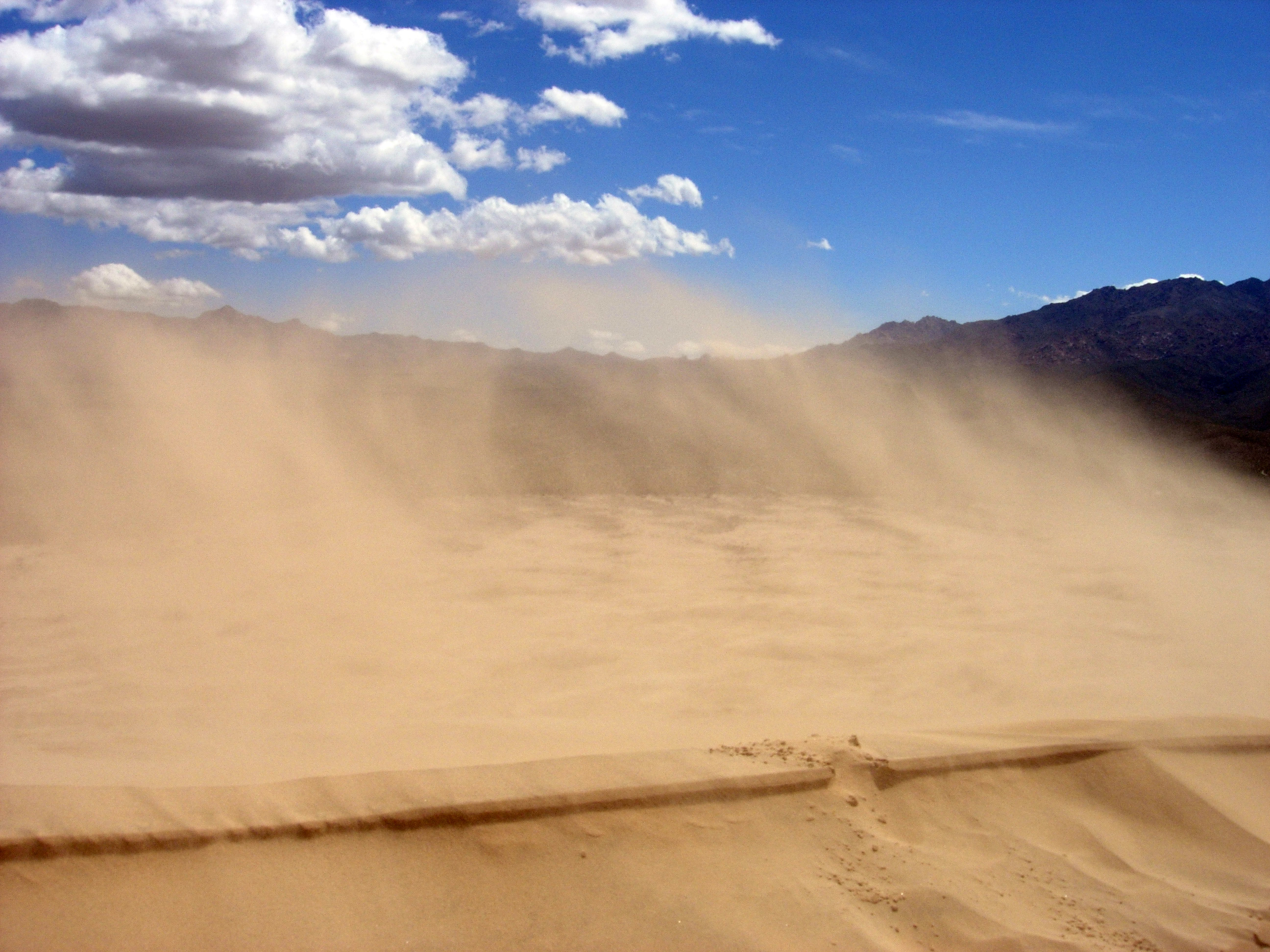
Вітер несе пісок з дюни. Пустеля Мохаве, Каліфорнія, США.

Ео́лові ві́дклади (англ. eolian deposits, wind deposits, eolinites; нім. anemogene Ablagerungen) — субаеральні відклади, спричиняються розвіваючою та відкладаючою діяльністю вітру. Геологічні утворення, що виникають внаслідок осідання принесених вітром продуктів вивітрювання гірських порід або річкових, озерних, морських та інших відкладів.
До них відносять еолові піски й еолові леси.
Утворюють дюни, бархани, піщані пасма та інші форми рельєфу. Іноді є розсипами корисних копалин.

## Поширення рельєфу
Поширені головним чином в аридних областях.
Еолові процеси відбуваються всюди, де є незакріплені пухкі відклади — на берегах рік, озер, морів, у сухих степах, напівпустелях та особливо в пустелях — тропічних, помірних і холодних субарктичних. Пустелі тропічних широт, напівпустелі та пустелі помірних широт характеризуються зональними географічними показниками: значною сухістю клімату з жарким літом, інтенсивним фізичним вивітрюванням з утворенням незцементованих пісків і засолених ґрунтів. Еолові форми та процеси на берегах рік, озер, морів, зандрових рівнин помірних і холодних широт є азональними.

## Головні чинники формування
- наявність піщаних і пилуватих фракцій порід на поверхні землі;
- відносна сухість продуктів вивітрювання; — напрям, швидкість і тривалість вітрових потоків;
- незакріпленість форм рельєфу рослинністю;
- сухість клімату.

## Транспортні механізми
Виділяють три типи транспортування частинок: у аерозолях ("плаваюче" транспортування), сальтація (транспортування "стрибками") та рептація (транспортування "повзанням"). Ці три транспортні механізми схожі на ті, що спостерігаються при транспортуванні зерен у воді.

## Методи вивчення еолових процесів
- польові стаціонарні спостереження: за динамікою еолових форм, інтенсивністю пилових бур (встановлюють пиловловлювачі), швидкістю процесів розвіювання, характером закріплення рослинності, ефективністю заходів боротьби з дефляцією. Стаціонарні спостереження за вітровим режимом виконують метеостанції або дослідники отримують дані з архіву гідрометеоцентру;
- польові експедиційні дослідження: вивчають морфологічні характеристики еолових форм; мінералогічний склад середніх і великих зерен піску, їхню структуру, текстуру; виконують буріння для побудови геолого-геоморфологічних розрізів, визначення потужності шарів; беруть проби порід для подальших лабораторних аналізів. Застосовують безпілотні літальні апарати для визначення масштабів проявів еолових процесів;
- лабораторні дослідження: під мікроскопом або оптико-лазерними приладами з'ясовують мінералогічний склад середніх і дрібних фракцій піску, пилуватих частинок, середні діаметри, обкатаність, шорсткість частинок; виконують люмінісцентний аналіз для датування форм;
- аналіз дистанційних матеріалів і карт: визначають площу поширення форм, абсолютні та відносні висоти розташування, параметри великих форм, напрям простягання, ступінь задернованості і характер рослинності, близькість антропогенних об'єктів, вплив на них піщаних масивів.
- ГІС-аналіз: цифрують топооснову, відображають місцерозташування форм, отримують морфологічні характеристики території; — лазерне 3d-сканування поверхні скель із БПЛА: на підставі цифрових даних створюють об'ємні моделі скель, одержують морфометричні характеристики форм в цілому та окремих їхніх частин.

## Література

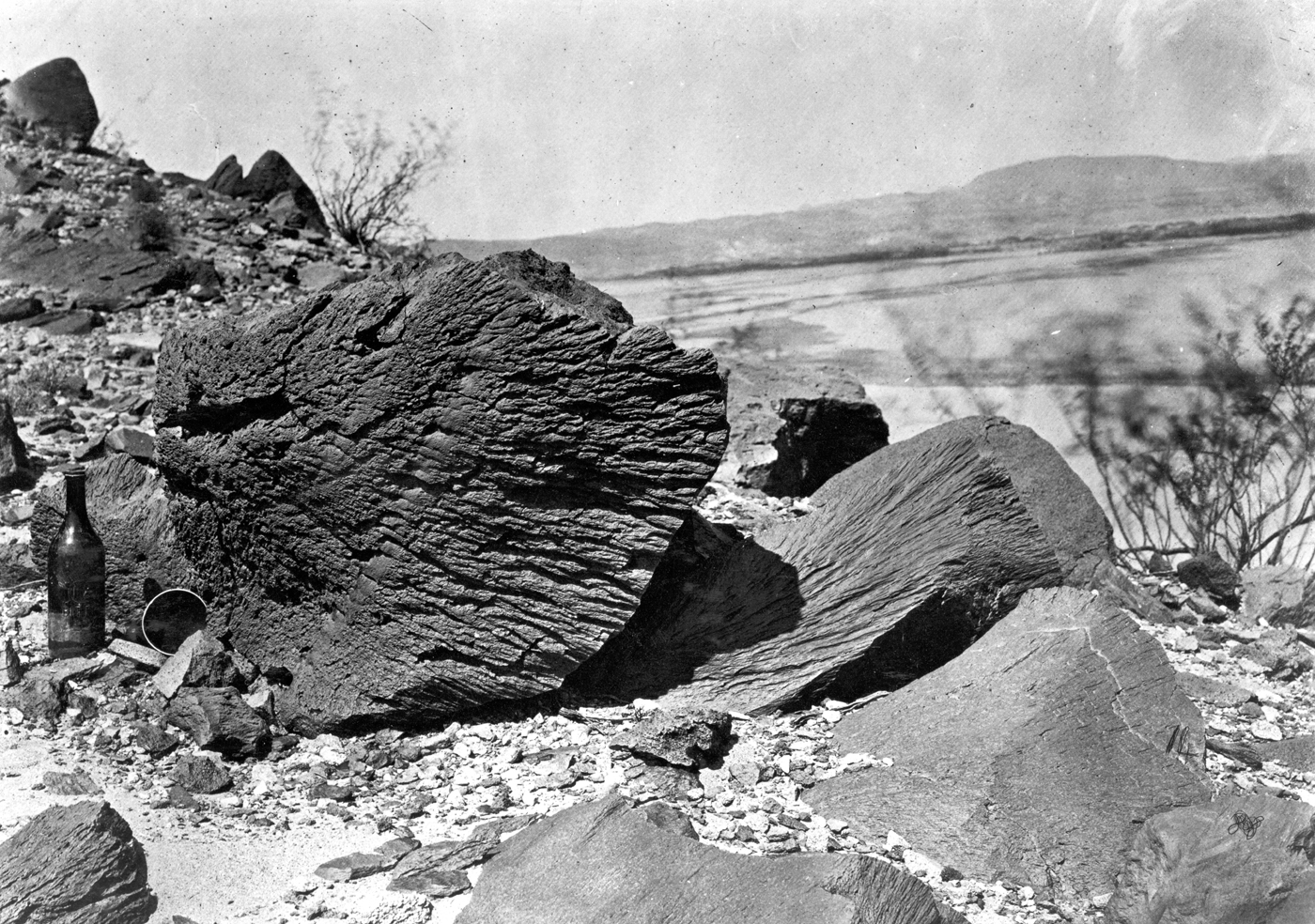
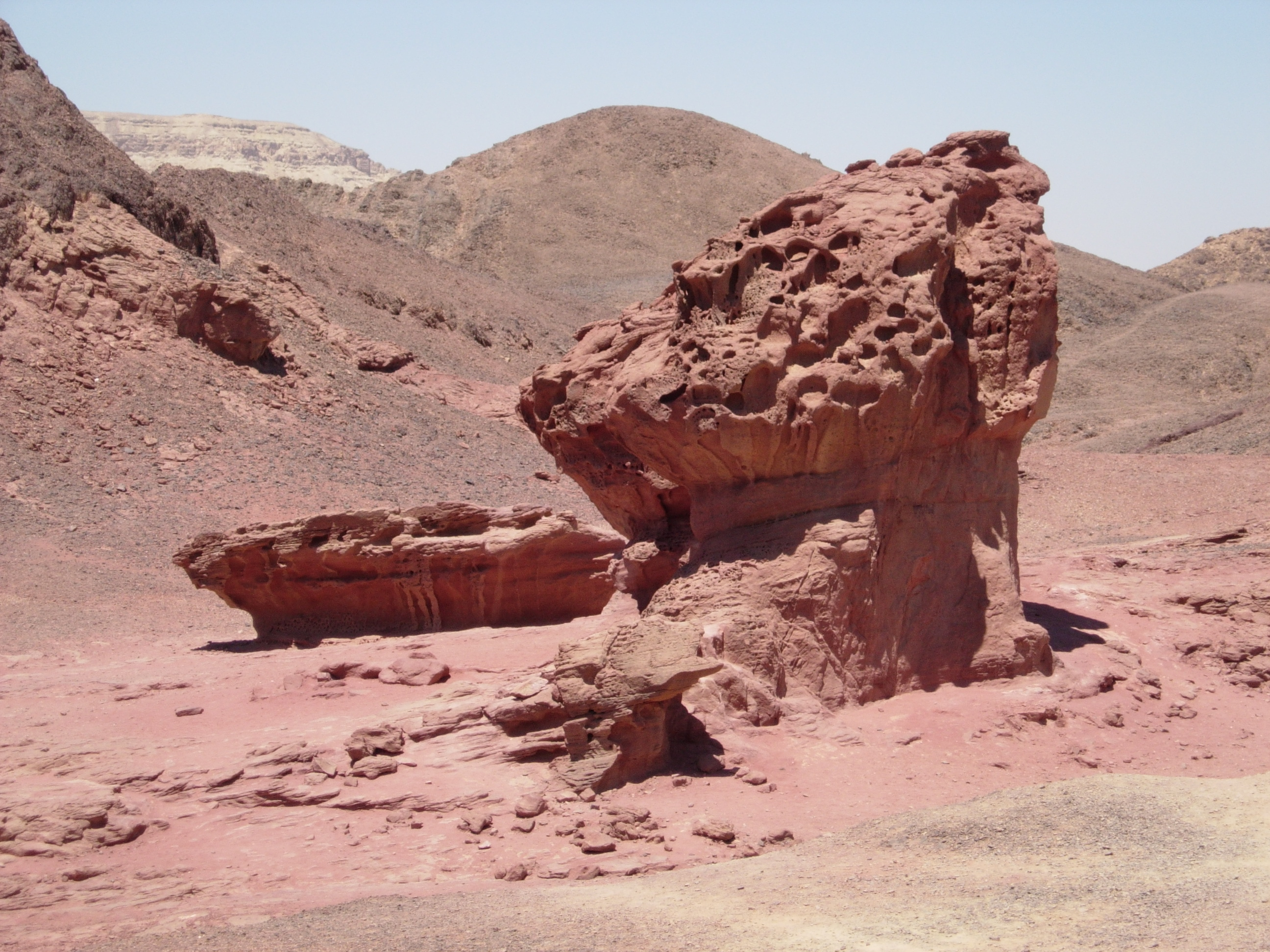
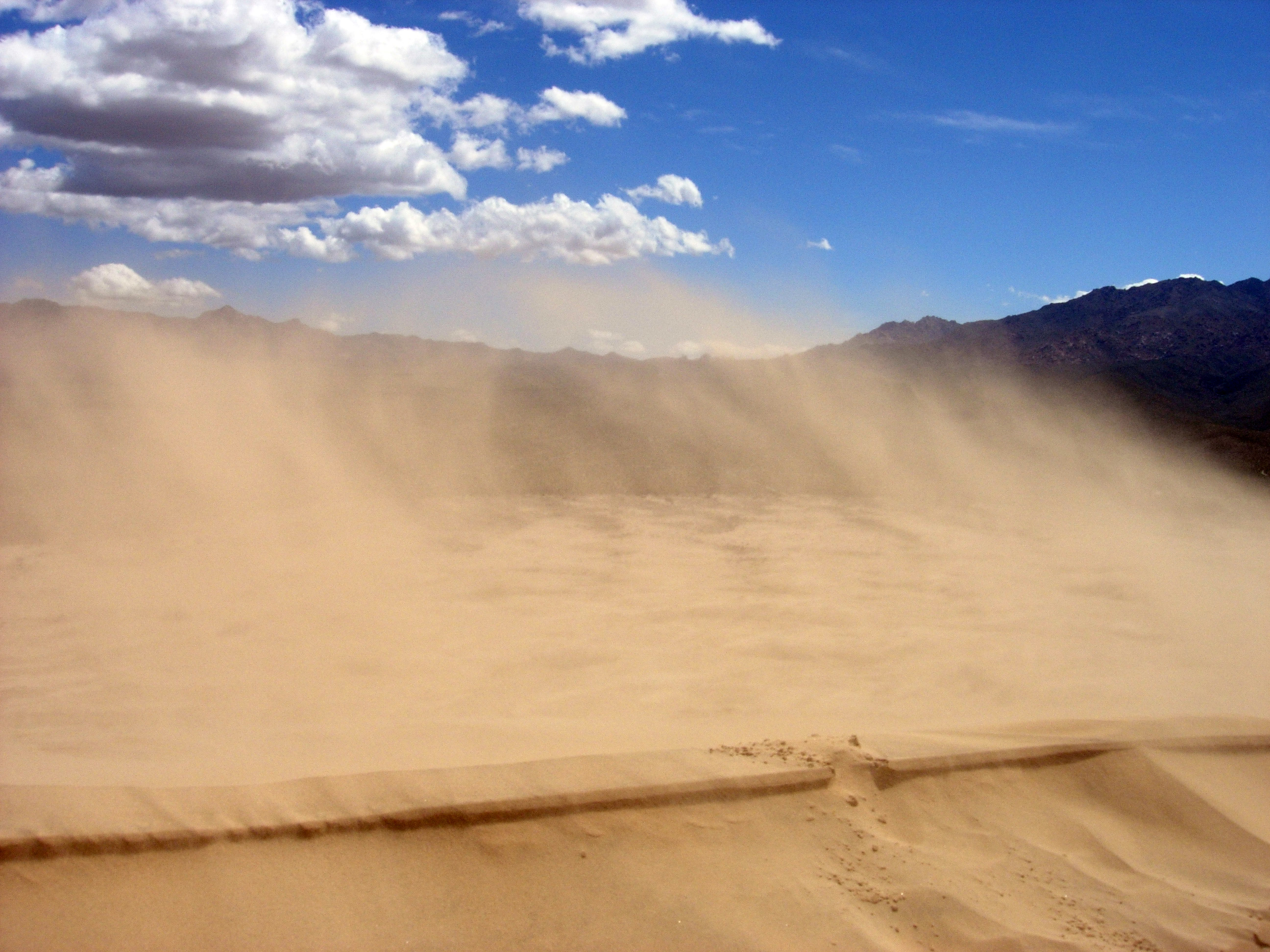